# John Speed
John Speed (1552 – 28 de julio de 1629) fue un cartógrafo e historiador inglés de los siglos XVI y XVII. Es considerado el cosmógrafo más reputado del periodo Estuardo en Inglaterra.

## Biografía
John Speed nació en Farndon, en el condado de Cheshire, y entró pronto en el negocio de sastrería de su padre. Mientras estaba trabajando en Londres, su conocimiento de la historia lo acercó a algunos círculos eruditos y llamó la atención de sir Fulke Greville, que posteriormente le hizo una propuesta para dedicarse plenamente a la investigación histórica. Como recompensa por sus esfuerzos anteriores, la reina Isabel I de Inglaterra le concedió el uso de una habitación en la Casa de la Aduana.
Está enterrado junto a su esposa en la iglesia de St Giles-witout-Cripplegate, en la calle Fore, en el Barbican Estate en la ciudad de Londres. Detrás del altar se erigió un memorial a John Speed.

## Obras

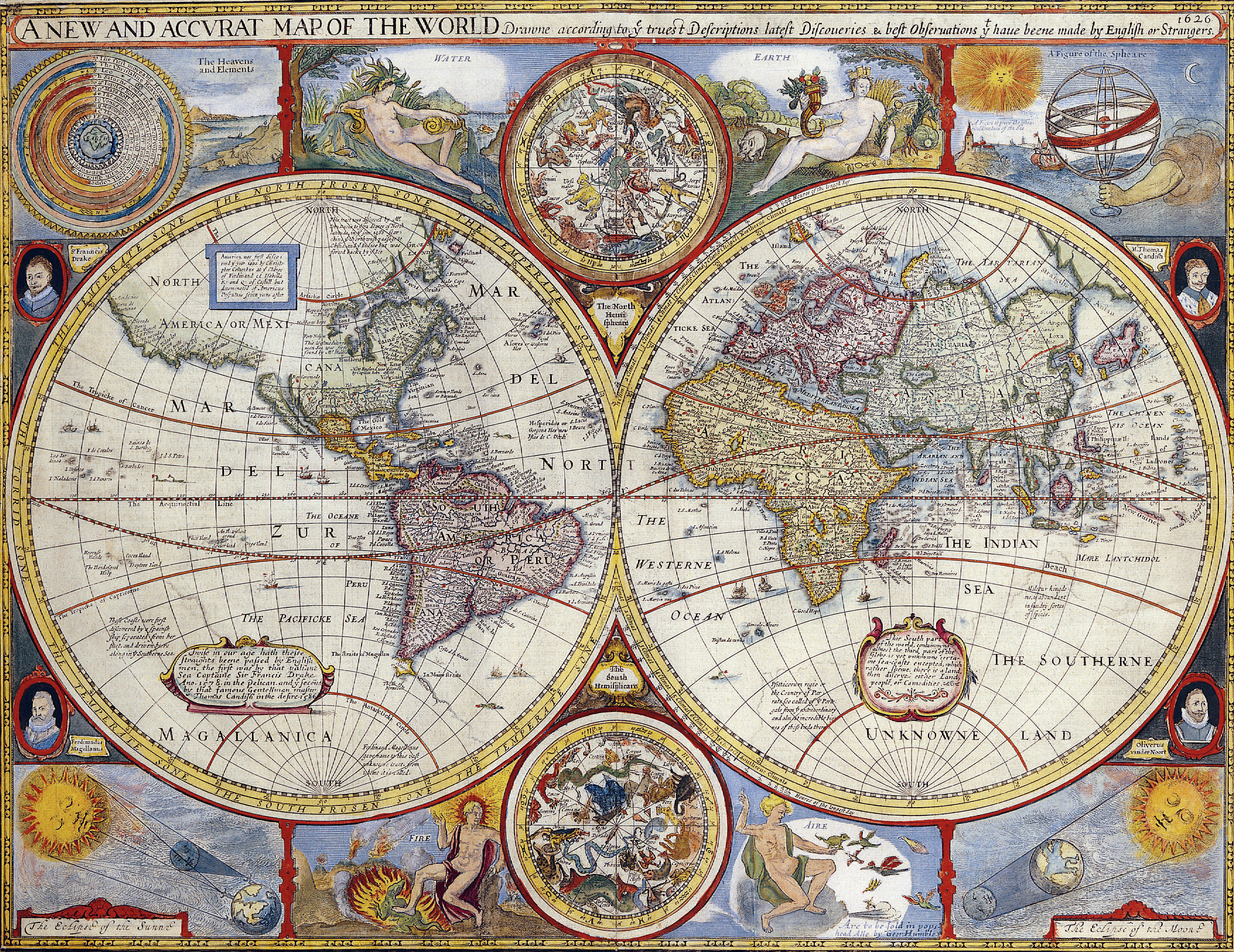
En 1627, George humilde publicó Prospect of the Most Famous Parts of the World [Perspectiva de las partes más famosas del mundo], impreso por John Dawson. Este es el mapa del mundo a partir de ese atlas con el nombre de John Speed en el título, pero que no atribuye la autoría a Speed.

Con el apoyo del historiador William Camden Speed comenzó su Historie de Gran Britaine, que se publicó en 1611. A pesar de que probablemente tuvo acceso a fuentes históricas ahora perdidas (utilizó sin duda las obras de Christopher Saxton y John Norden), su trabajo como historiador es considerado de menor importancia en comparación con su labor como cartógrafo, de la que su contribución más importante son probablemente los planos de ciudades, muchos de los cuales suponen el primer registro visual de las ciudades británicas que representan.
Su atlas The Theatre of the Empire of Great Britaine [El Teatro del Imperio de Gran Bretaña] se publicó entre 1610 y 1611, y tiene el primer conjunto de mapas individuales de los condados de Inglaterra y Gales, además de mapas de Irlanda [cinco en total] y un mapa general de Escocia. Es corriente encontrar en muchos hogares del Reino Unido copias de estas láminas de los condados ingleses. En 1627, dos años antes de su muerte, publicó Prospect of the Most Famous Parts of the World [Perspectiva de las partes más famosas del mundo], que fue el primer atlas mundial elaborado por un inglés, con un texto fascinante, en la parte posterior de los mapas, que describe las áreas que se muestran. Gran parte de los grabados se realizaron en Ámsterdam, en el taller del grabador Jodocus Hondius.
En 1611, también publicó The genealogies recorded in the Sacred Scriptures according to euery family and tribe with the line of Our Sauior Jesus Christ obserued from Adam to the Blessed Virgin Mary [Las genealogías registradas en las Sagradas Escrituras según cada familia y tribu con la línea de Nuestra Señor Jesucristo observada de Adán hasta la Santísima Virgen María], una genealogía bíblica, reimpresa en varias ocasiones durante el siglo XVII.

## Familia
Joshua Fry Speed, su hijo, fue amigo de Abraham Lincoln a su llegada a Springfield, Illinois, quien a su vez designó al hermano de Joshua, James Speed, para el cargo de fiscal general de los Estados Unidos.[cita requerida]

## Mapas

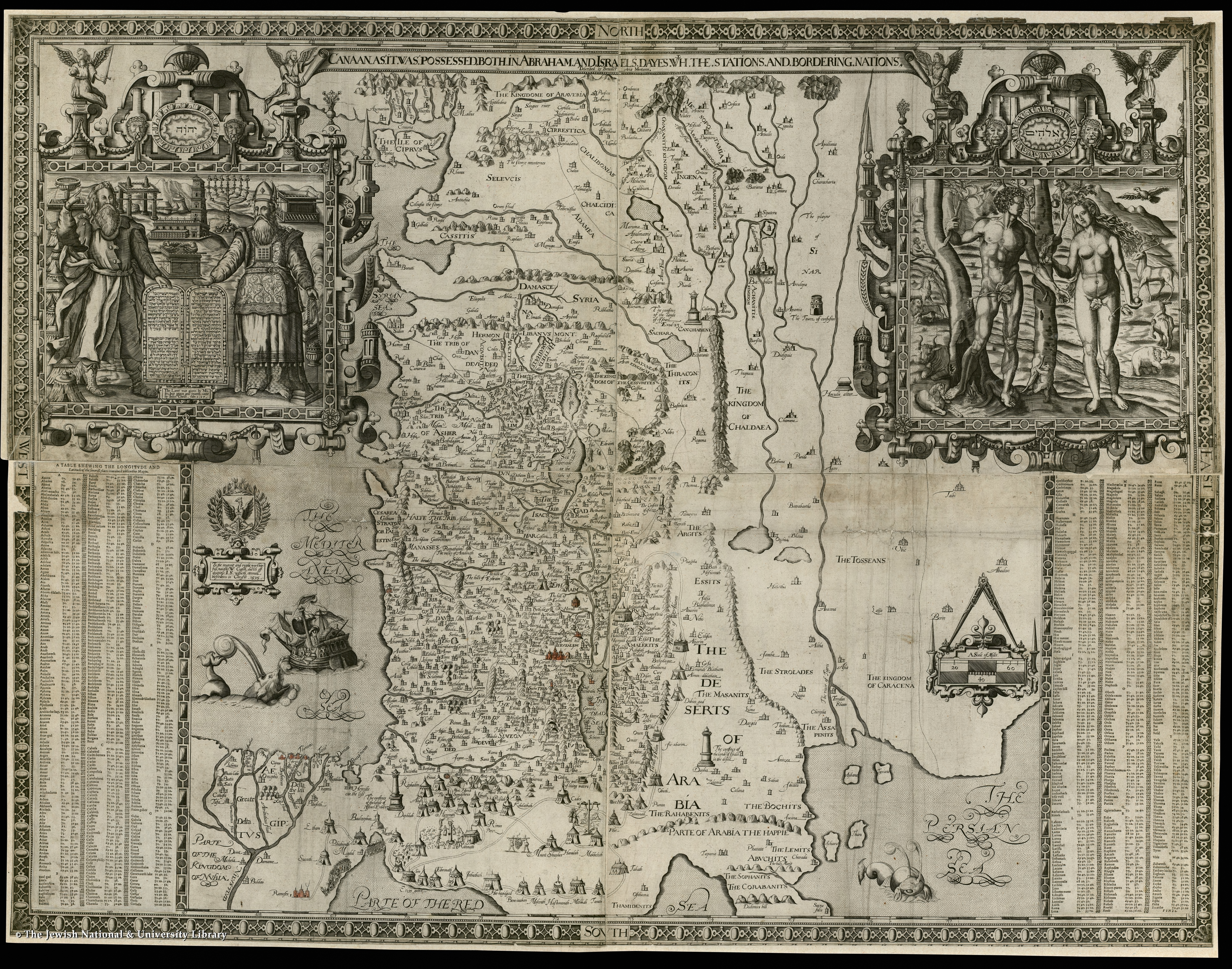
Mapa mural de 4 páginas de Canaan, 1595
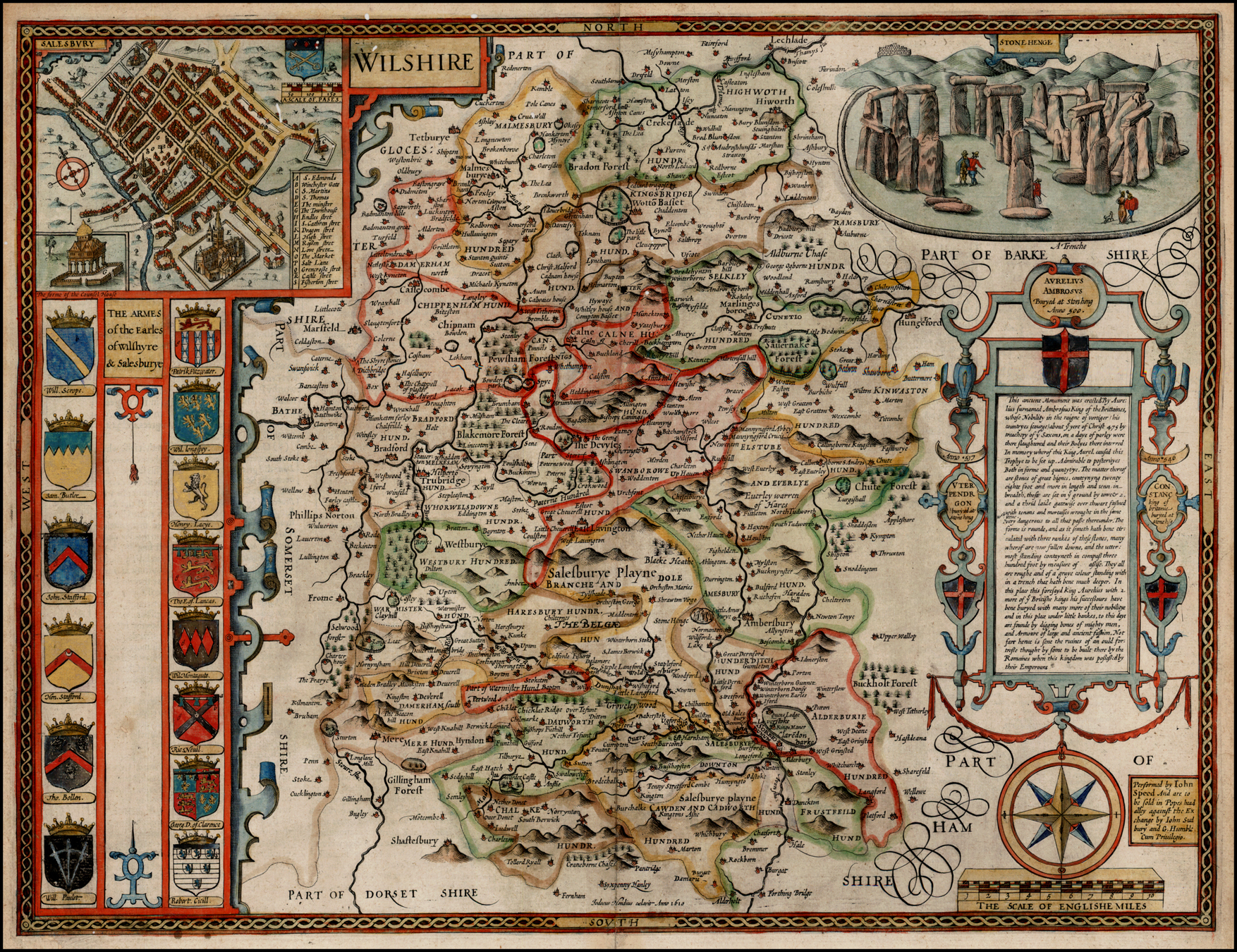
Wilshire, 1610 con una planta de la ciudad de Salisbury y una vista de Stonehenge
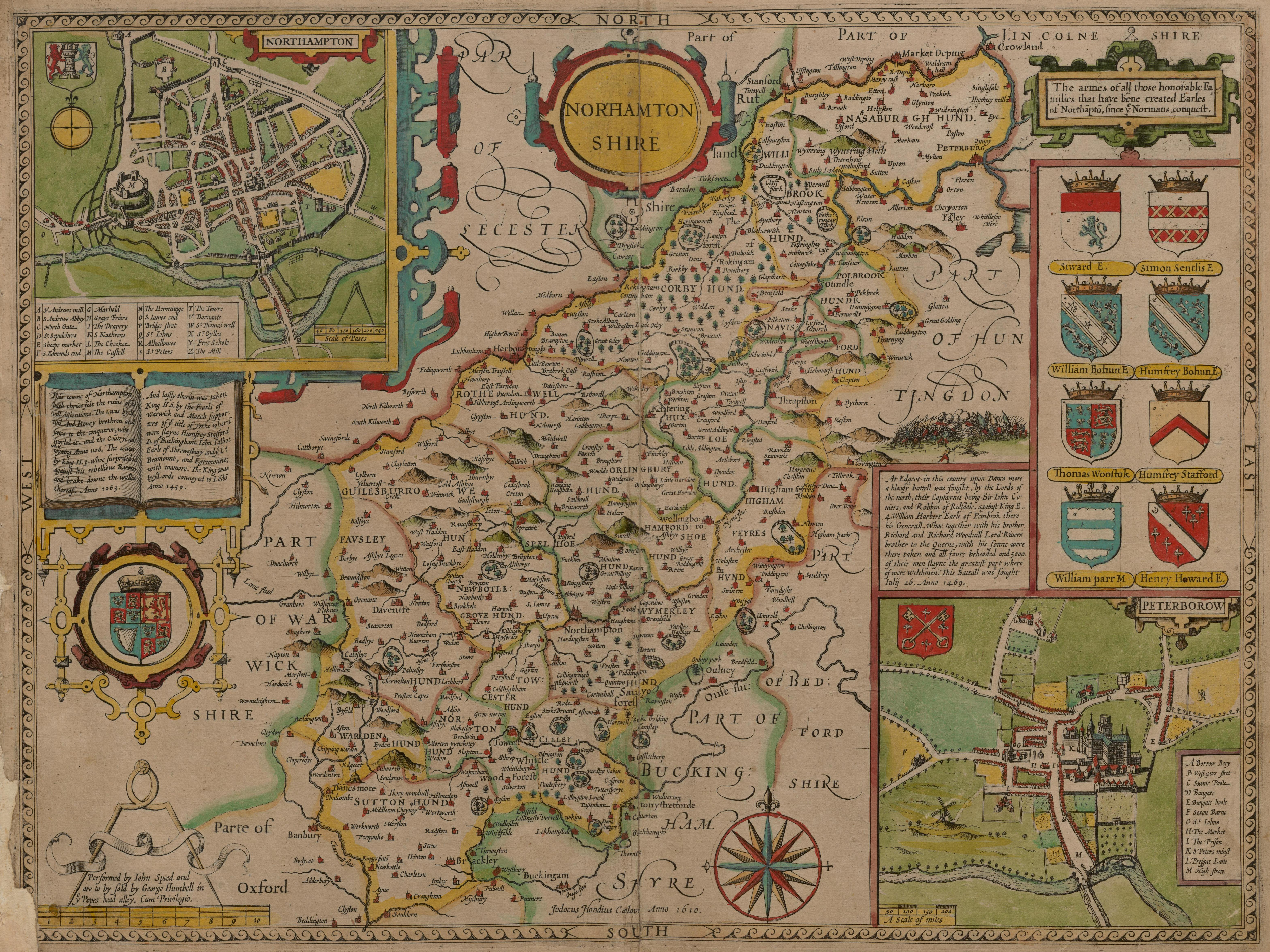
Northamptonshire, 1610
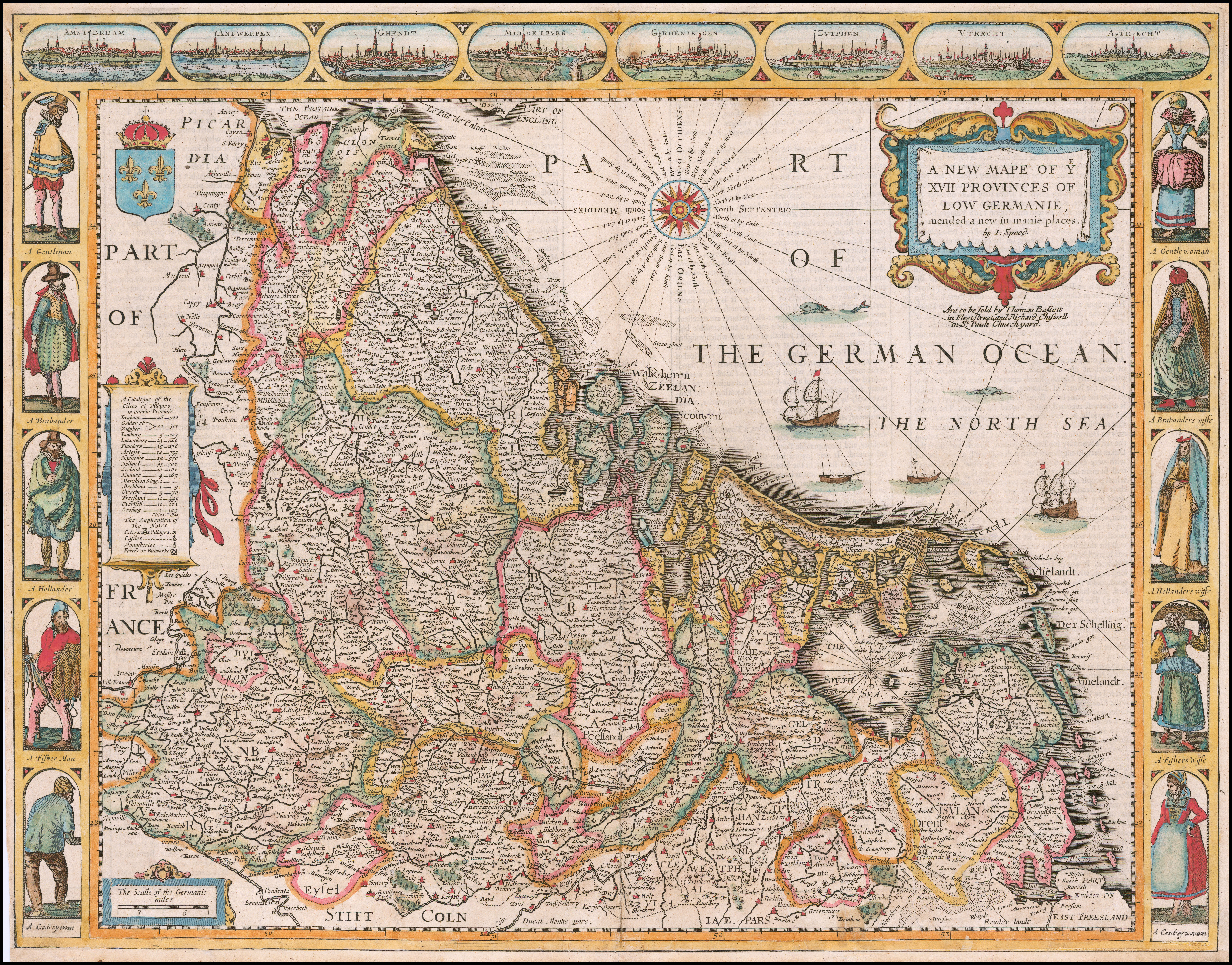
A New Mape of Ye XVII Provinces, 1626 (Países Bajos)
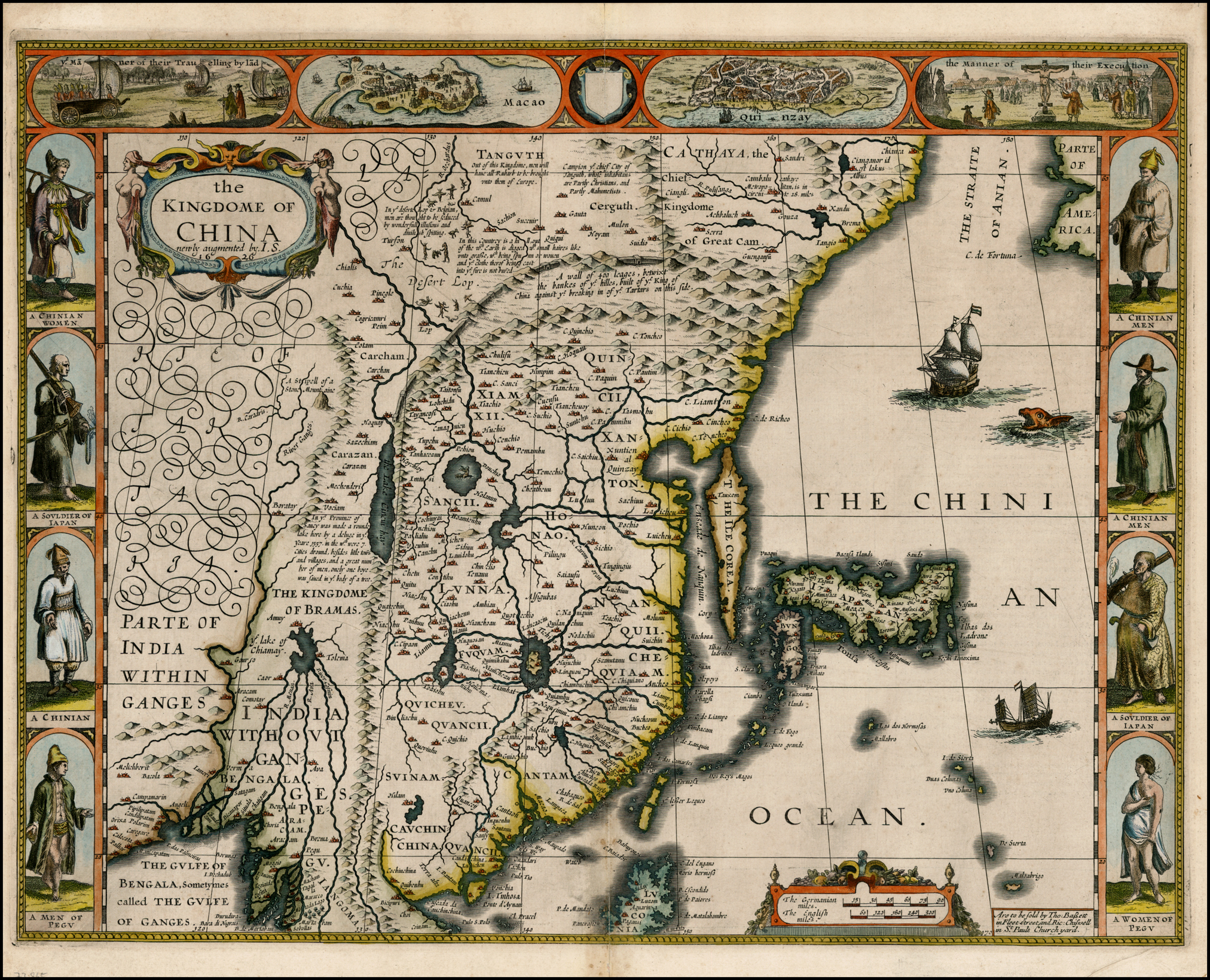
El reino de China, 1626
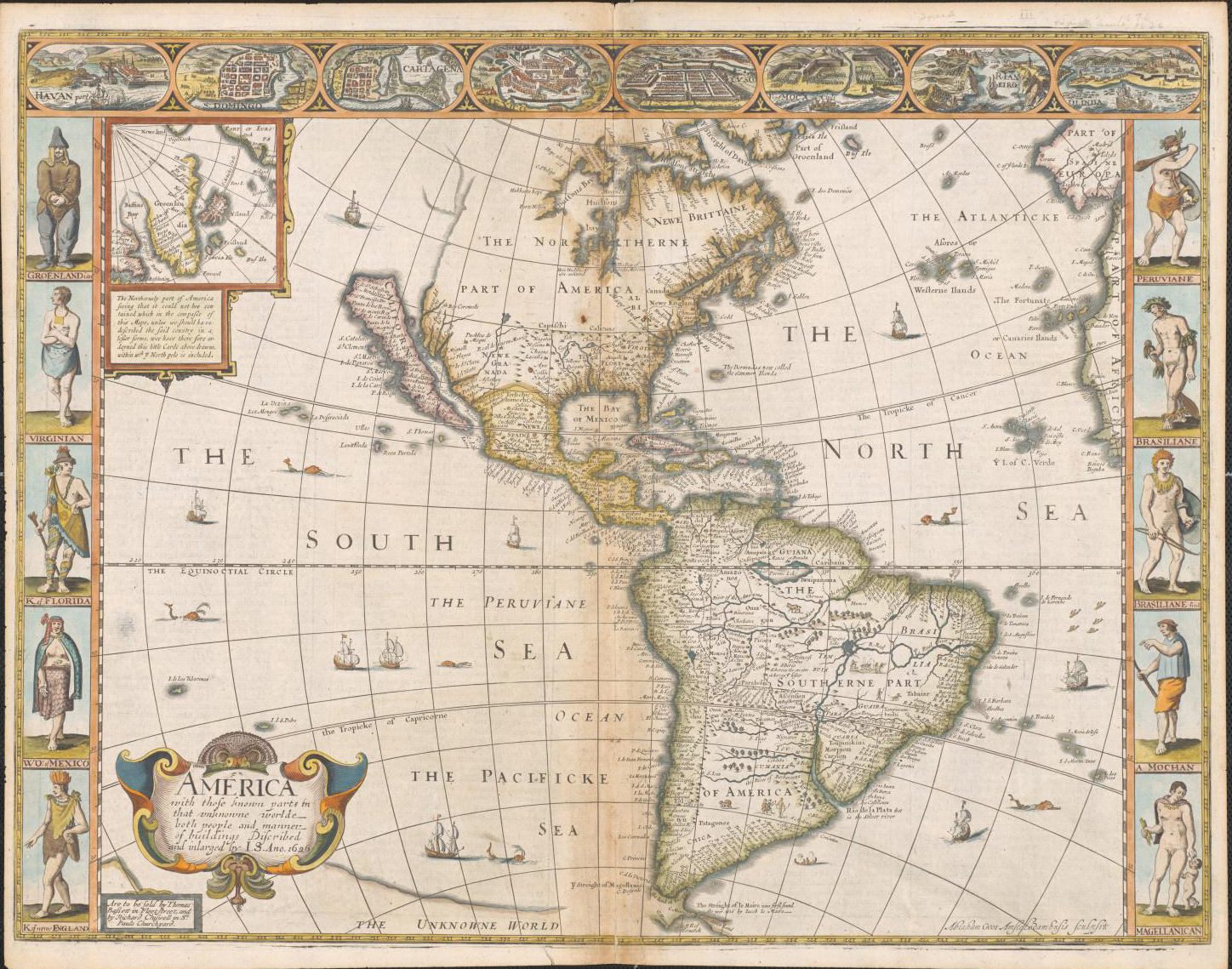
América, 1626
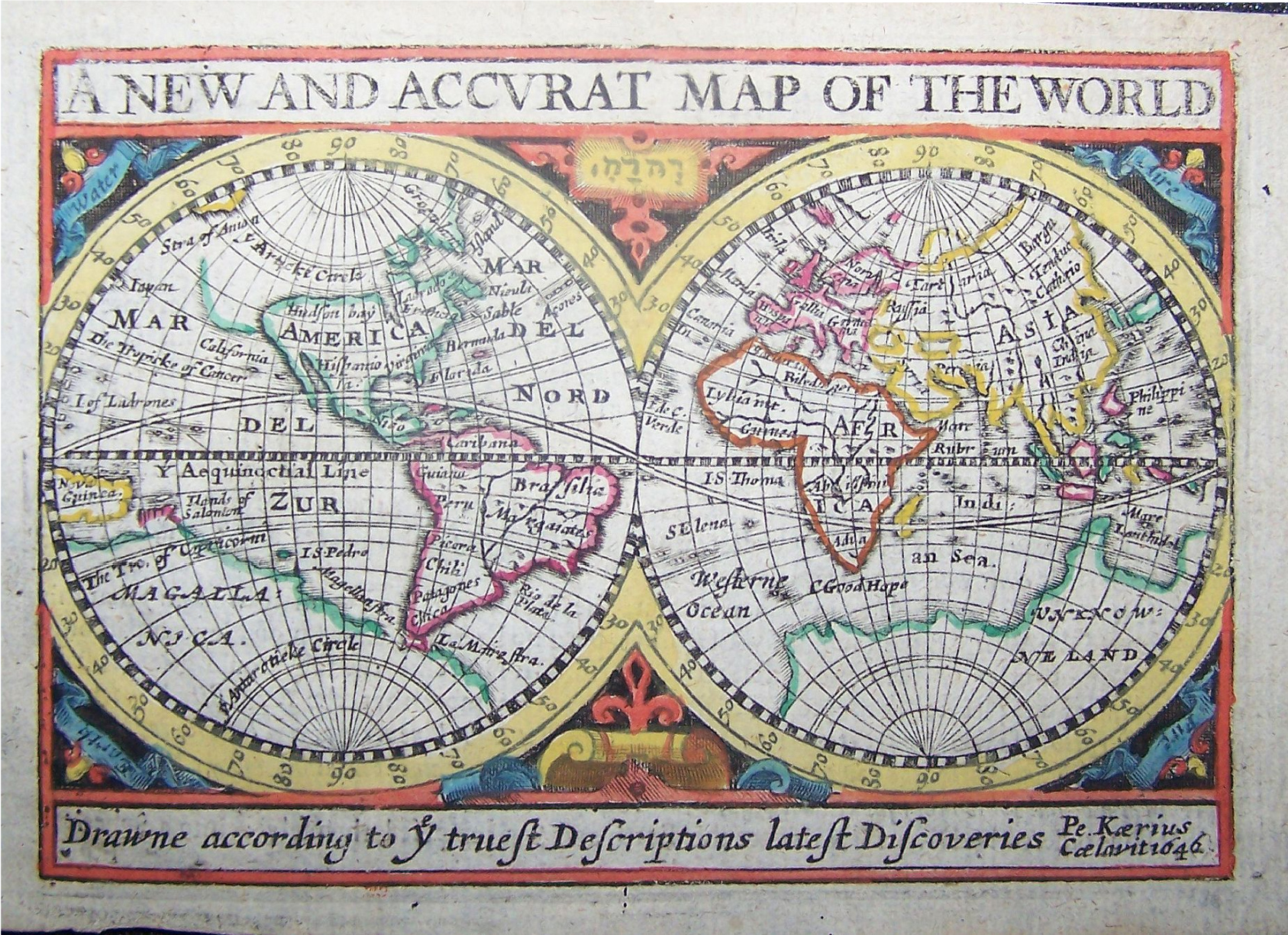
A New And Accvrat Map of the World, 1646, en edición miniatura

## Planos de ciudades incluidos

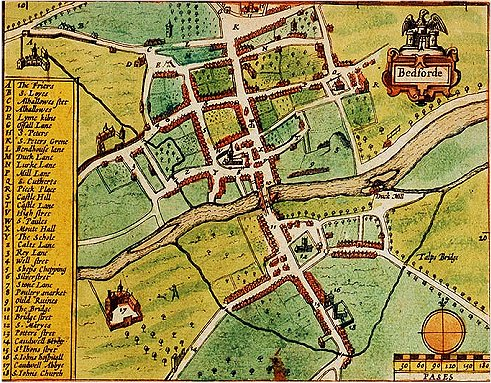
Bedforde, 1611
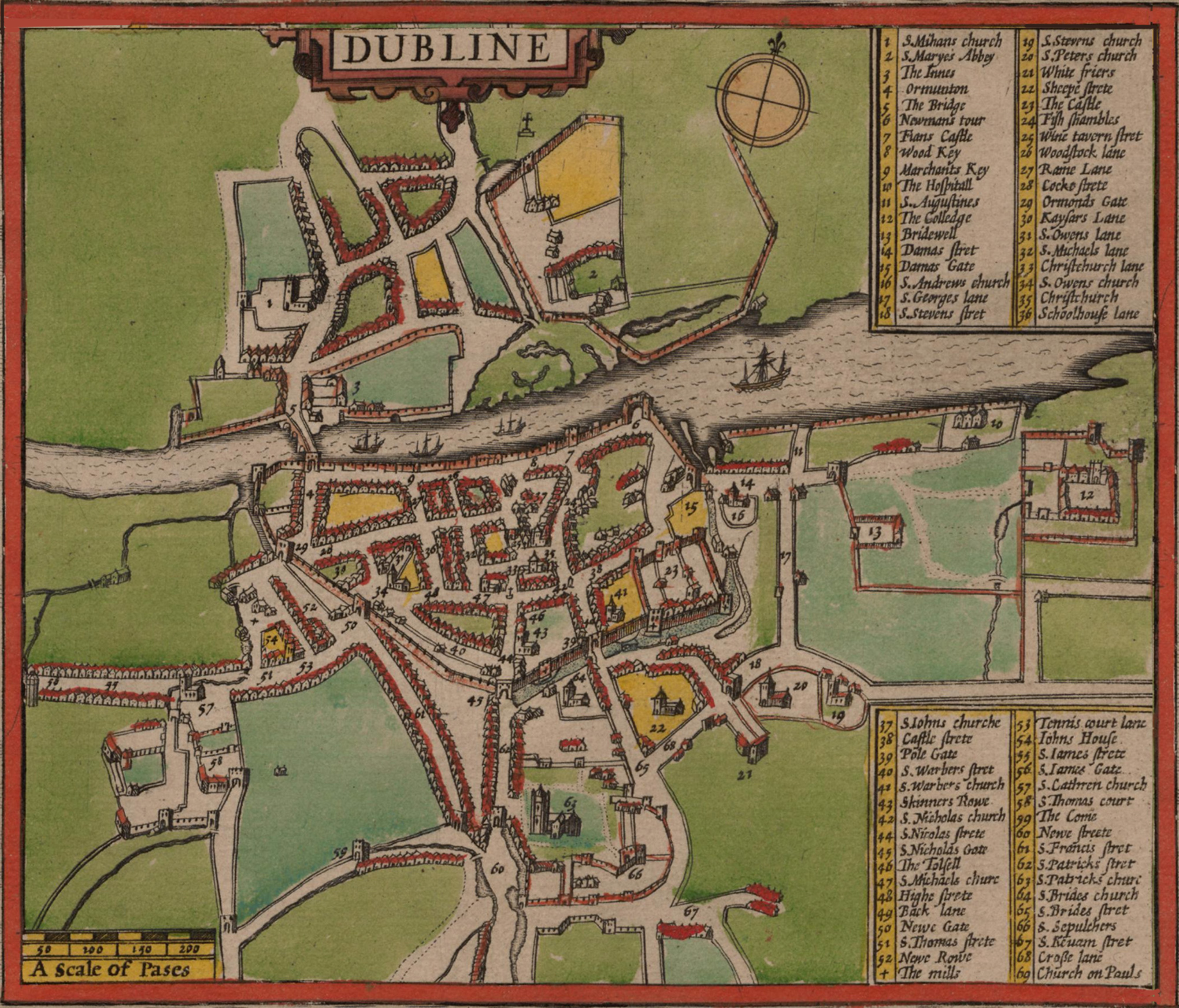
Dublín, 1610; una reimpresión de 1896
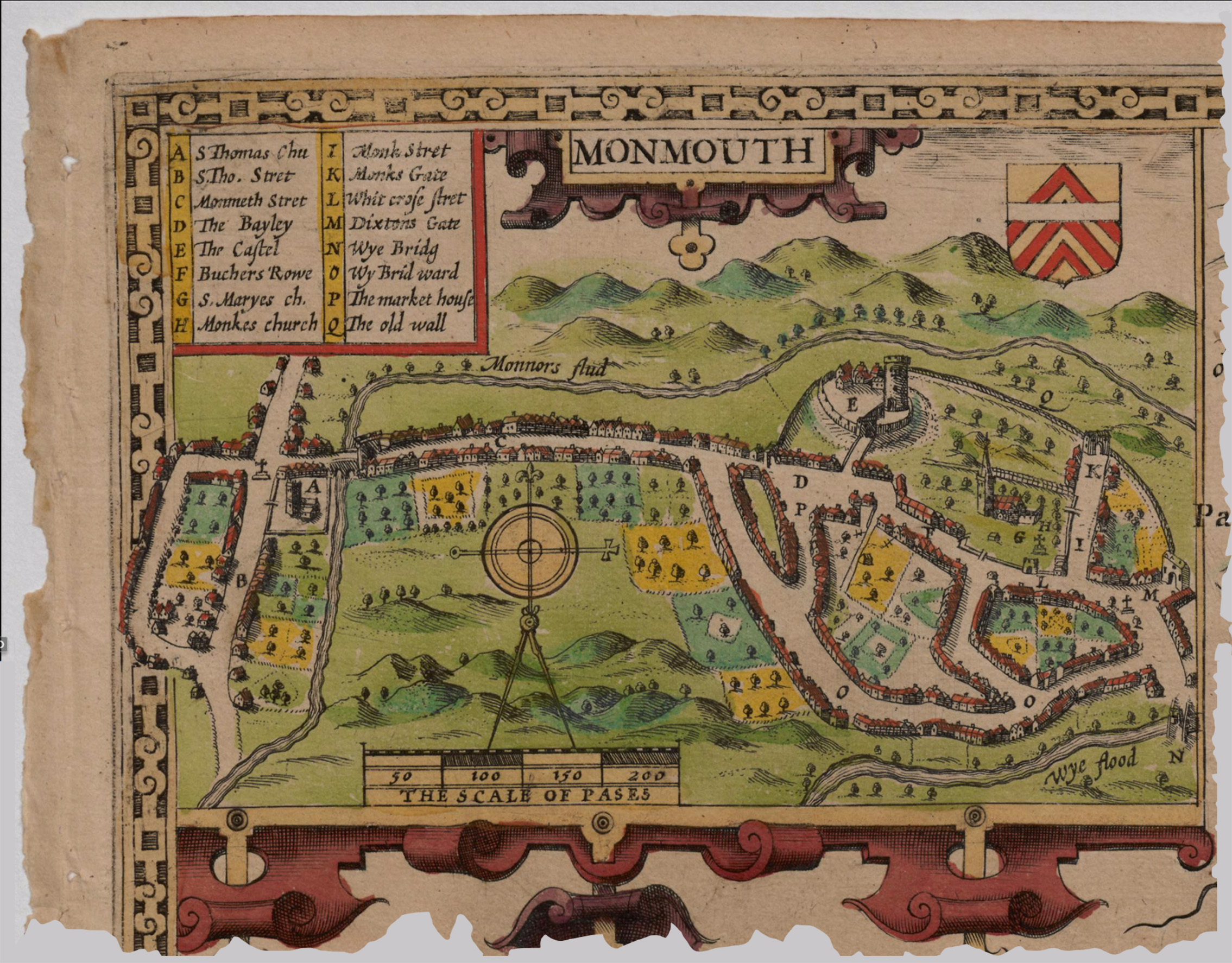
Monmouth, 1610
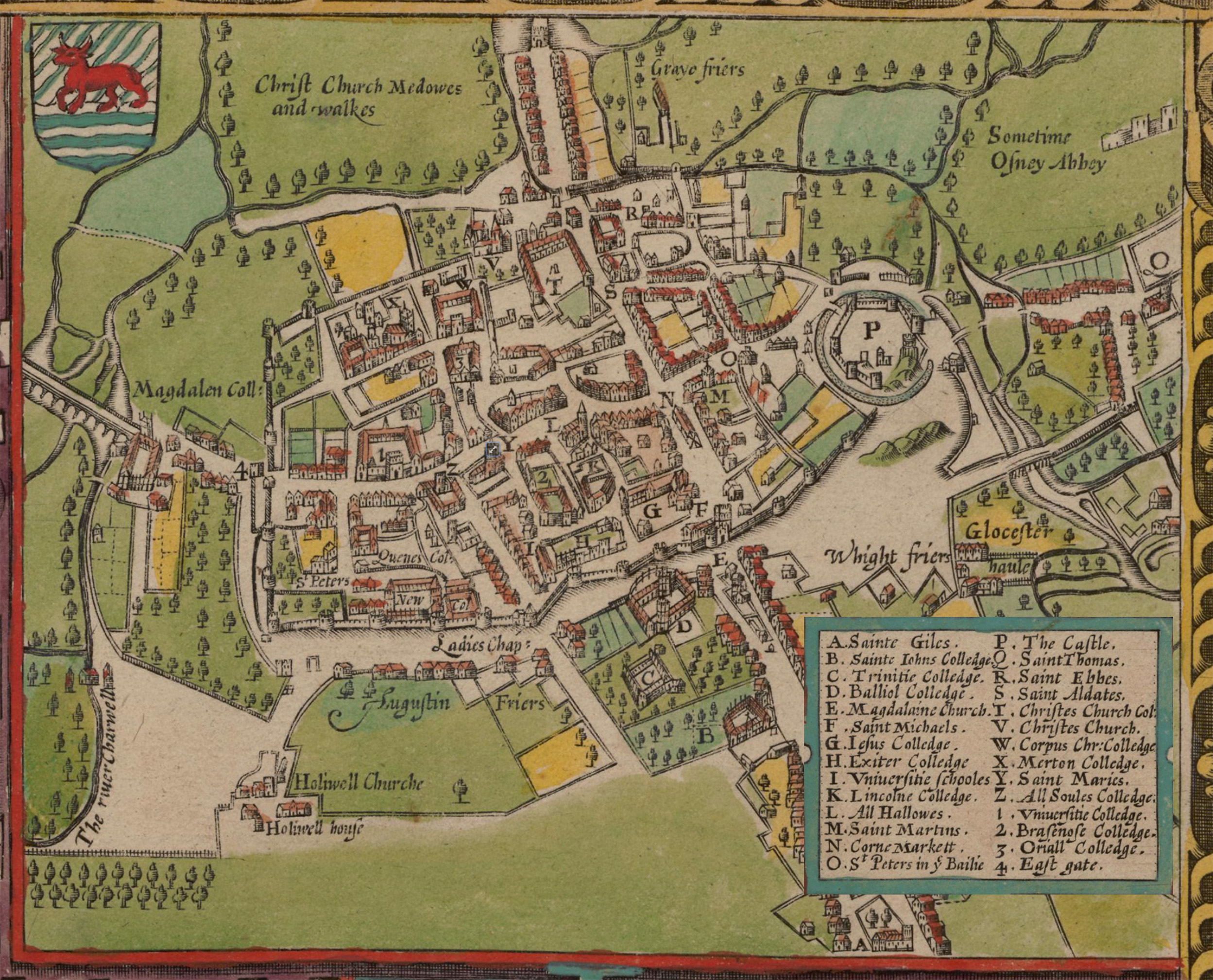
Oxford, 1610
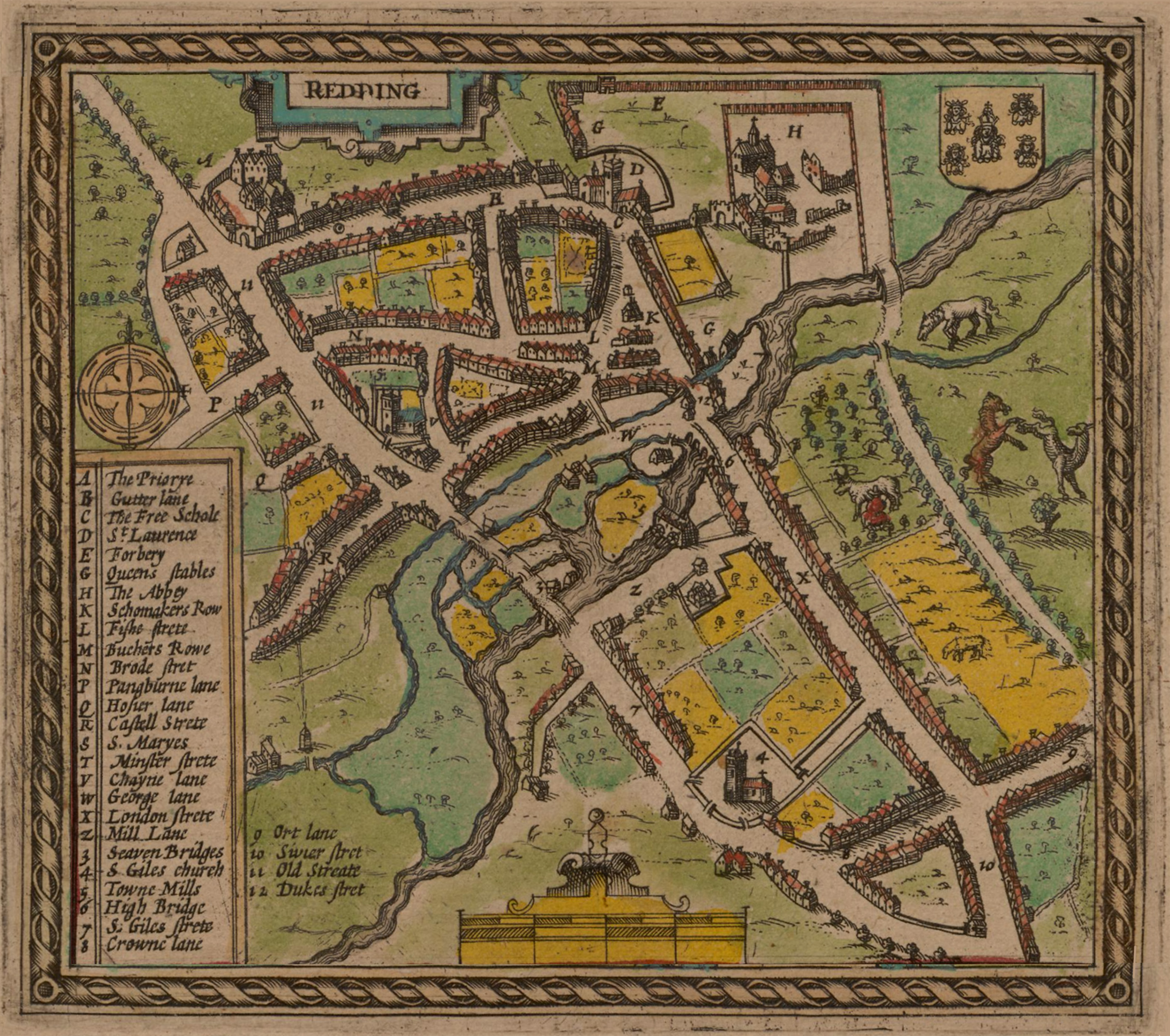
Reading, 1610